# Feel Your Heart
《Feel Your Heart》为VELVET GARDEN的第一张单曲。1996年10月28日由Polydor发售。

## 概要
作为读卖电视台动画《名侦探柯南》，从1996年9月到1997年3月播放。下一首歌曲以后，交由Being的歌手为动画演唱歌曲。而且，《夢をとめないでいて》也作为同作的插曲使用。
再者，在电视中进行大幅度不相同的版本被使用，这个版本作为“TV OPENING EDIT”收录在《名侦探柯南主题歌集》。因为没有收录同作的Full Version，所以这首单曲成为收录这首歌曲Full Version惟一的CD。

## 收录曲
（全作詞：室井美樹、作曲：川添智久、編曲：神長弘一・川添智久・月光恵亮）
1. Feel Your Heart [5:26]
2. 夢をとめないでいて [5:45]
3. Feel Your Heart（Instrumental）

| 动画《名侦探柯南》片头曲 1996年9月2日-1997年3月17日 |                                   |                       |
| 前作: ↑THE HIGH-LOWS↓ 《胸中動盪不安》              | VELVET GARDEN 《Feel Your Heart》 | 次作: 小松未歩 《謎》 |